# Etapa de Buenos Aires da Fórmula Truck

Mapa do autódromo.

A  Etapa de Buenos Aires da Fórmula Truck foi um dos circuitos para a Fórmula Truck, realizada no Autódromo Oscar Alfredo Gálvez, em Buenos Aires, Argentina.
Era um plano da categoria romper as barreiras do Brasil, desde o inicio da categoria nos anos 90 do então presidente Aurélio Batista Félix, ele não conseguiu este feito em vida. Coube um ano após a sua morte a sua esposa Neusa Navarro Félix, conseguir realizar tal façanha.
A Truck realizou a primeira corrida fora do território brasileiro, na temporada de 2009, em Buenos Aires. A primeira vitória foi de Felipe Giaffone.

## Campeões
- 2009 - Felipe Giaffone - Scania